# Mnemone
Il nome Mnemone (gr.: Μνήμων/ Mnemon, Colui che ricorda, Colui che rammenta, Colui che non dimentica), nella mitologia greca, è attribuito a una specifica figura di attendente di qualche eroe, investito di precisi compiti mnemonici, consistenti nel dover riportare alla memoria del suo assistito, nei momenti cruciali, qualche necessità superiore o divina, la cui dimenticanza poteva procurare disgrazia o causare la morte.
Celebre è il servitore e attendente di Achille durante la Guerra di Troia: questi, tuttavia, fallì nel suo incarico e, per questo motivo, morì per mano del suo assistito. 
Non va confuso con Memnone (Μέμνων / Memnon: Colui che tiene duro), altra figura mitologica che è coinvolta, come antagonista, nella vicenda epica di Achille, dal quale fu ucciso in duello.

## Ruolo
Il suo ruolo è ben esemplificato dalla figura messa al fianco di Achille, per espresso volere di sua madre Teti, che gli affidò il solo compito di preservare il figlio dal destino di morte annunciato da una profezia: un oracolo, infatti, aveva predetto la fine di Achille il giorno in cui avesse ucciso un figlio di Apollo, del quale il verdetto oracolare non aveva specificato il nome.
Mnemone, come suggerito dalla stessa etimologia del nome, aveva quindi l'unico compito di rammentargli la profezia nei momenti cruciali, ogni volta che l'eroe si fosse accinto a combattere o fosse sul punto di uccidere qualcuno. In questo modo, Achille avrebbe potuto allontanare da sé il destino fatale pronosticatogli dal vaticinio, assicurandosi preventivamente di non trovarsi di fronte a un "figlio di Apollo".
Nonostante tutto, Mnemone fallì il suo compito: le precauzioni non valsero a evitare che Achille uccidesse Tenete (Tenes), figlio di Apollo. Di fronte alla scoperta dell'avverarsi del suo destino, Achille punì l'insuccesso di Mnemone, affondando un colpo di spada nel petto del servitore.

## Figura dellomnemon, depositario della memoria nel diritto greco arcaico
Si ritiene che l'orizzonte mitico-religioso sia anche l'ambito in cui vada ricercata l'origine della figura dello mnemone su un terreno proprio al diritto greco arcaico: si trattava del magistrato a cui erano affidati, ad esempio, compiti istituzionali riguardanti la conservazione mnemonica di informazioni rilevanti in ambito tecnico e giuridico.
Si trattava di una sorta di custode della memoria collettiva, la quale riceveva, in questo modo, una forma di istituzionalizzazione, in un'epoca ancora non dominata dalla scrittura. Il suo ruolo non scomparve con l'affermarsi della registrazione scritta, ma si trasformò in quello di archivista.